# Biesheim
Biesheim település Franciaországban, Haut-Rhin megyében. Lakosainak száma 2519 fő (2022. január 1.). Biesheim Vogelgrun, Volgelsheim, Wolfgantzen, Widensolen, Urschenheim és Kunheim községekkel határos.

## Népesség
A település népességének változása:
| Lakosok száma | 2520 | 2546 | 2599 | 2571 | 2549 | 2530 | 2510 | 2501 | 2519 |
|               | 2013 | 2015 | 2016 | 2017 | 2018 | 2019 | 2020 | 2021 | 2022 |